# Манггараи (язык)
Язык манггараи (самоназвание: Tombo Manggarai; индон. Bahasa Manggarai) входит в состав австронезийской семьи, распространён среди народа манггараи на острове Флорес, в провинции Восточные Малые Зондские острова.
По данным Ethnologue, количество носителей данного языка составляло 500 тыс. чел. в 1989 году.

## Диалекты
Выделяют следующие диалекты: западный, центральный, центрально-западный, восточный и ряд других, всего 43 диалекта. Языку близко родственны языки риунг и комодо, последний обычно включается в состав манггараи.

## Распространение
По данным Статистического бюро Индонезии, в 2009 году общая численность носителей данного языка составляла 730 тыс. чел. Основная часть народа манггараи проживает в трёх округах на востоке острова Флорес: собственно Манггараи, Западный Манггараи и Восточный Манггараи. Также небольшая группа народа манггараи проживает в столице страны — Джакарте. Помимо родного языка, многие представители народа манггараи пользуются и официальным языком государства — индонезийским (в деловом общении, на работе, при контактах с другими народами).